# Baicalellia daftpunka
Baicalellia daftpunka és una espècie de platihelmint de l'ordre dels rabdocels. El seu tipus nomenclatural prové de Clover Point, en Victoria, Colúmbia Britànica, Canadà. Llur nom específic prové del duo de música electrònica Daft Punk, conegut pels cascs que portaven en públic i van convertir en signe d'identitat; el nom de l'animal reflecteix els seus estilets en forma de casc futurista.
A més de B. daftpunka, es van descobrir quatre espècies de rabdocels neodalyèl·lids en hàbitats intermareals de la Colúmbia Britànica que es van caracteritzar amb dades moleculars i morfològiques: Baicalellia solaris, Tamanawas kalipis, Pogaina paranygulgus i Baicalellia pusillus.